# Words of Love
Words of Love est une chanson écrite par Buddy Holly et sortie en single le 20 juin 1957.

## Historique

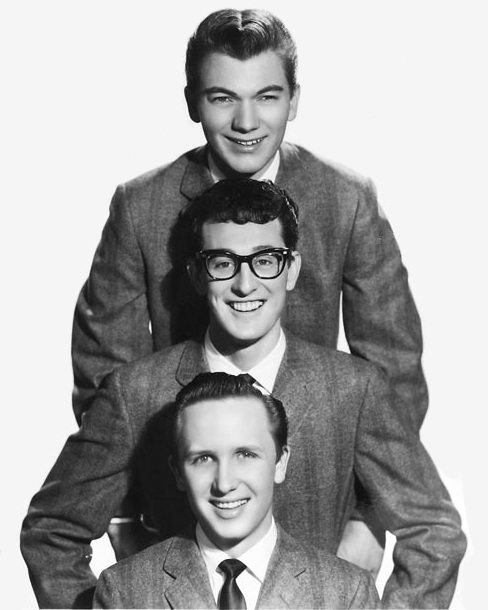
Buddy Holly & the Crickets.

Pour L'enregistrement de sa chanson, Holly enregistre sa voix une seconde fois pour faire des harmonies semblables aux Everly Brothers. C'est la première fois qu'un tel procédé est utilisé dans l'enregistrement d'une chanson pop. Cette chanson n'apparaîtra pas dans les charts, mais une version avec des arrangements très différents sera publiée par le groupe canadien The Diamonds (en) et atteindra la 13e position en juillet 1957.

### Version des Beatles
Pistes de Beatles for Sale
Eight Days a Week Honey Don't
En 1964, les Beatles l'ont reprise sur l'album Beatles for Sale avec des arrangements similaires à la version originale. Trois prises sont enregistrées le 18 octobre 1964 et sur la dernière, jugée la meilleure, on y rajoute des overdubs. En Amérique du Nord cette chanson sera publiée sur le disque Beatles VI. La version mono possède un fondu en fermeture neuf secondes plus long que la version stéréo.
Le 16 juillet 1963, quinze mois avant sa sortie sur disque, le groupe l'a enregistrée en direct des studios de la BBC. Elle sera entendue lors de l'émission Pop Go the Beatles (en) du 20 août 1963. C'est la seule fois qu'elle sera enregistrée dans les studios de la chaîne nationale et cette prestation est maintenant disponible sur le disque On Air - Live at the BBC Volume 2. Un vidéoclip promotionnel de cette chanson est publié le 18 novembre 2013 à l'occasion de la sortie de ce disque et inclus dans la collection Beatles 1+ publiée en 2015.